# Вероса
Вероса (фр. Vérossaz) — громада  в Швейцарії в кантоні Вале, округ Сен-Моріс.

## Географія
Громада розташована на відстані близько 90 км на південний захід від Берна, 30 км на захід від Сьйона.
Вероса має площу 14,3 км², з яких на 2,7% дозволяється будівництво (житлове та будівництво доріг), 24,8% використовуються в сільськогосподарських цілях, 47,5% зайнято лісами, 25% не є продуктивними (річки, льодовики або гори).

## Демографія
2019 року в громаді мешкало 774 особи (+31,9% порівняно з 2010 роком), іноземців було 7,4%. Густота населення становила 54 осіб/км².
За віковим діапазоном населення розподілялося таким чином: 25,8% — особи молодші 20 років, 58,3% — особи у віці 20—64 років, 15,9% — особи у віці 65 років та старші. Було 321 помешкань (у середньому 2,4 особи в помешканні).
Із загальної кількості 93 працюючих 28 було зайнятих в первинному секторі, 18 — в обробній промисловості, 47 — в галузі послуг.